# Уфимские концлагеря
Уфимский концлагерь (в период гражданской войны — уфимские лагеря заложников) — обобщающее название российских, а затем советских концлагерей, созданных царским правительством в 1915 году в Уфе.

## История
В период революционных событий уфимские концлагеря администрировались поочерёдно Временным правительством, большевиками, директорией, белыми, а затем снова большевиками. В 1920 году к уже существующим царским концлагерям добавился концлагерь принудработ в Успенском монастыре. В советское время история существования уфимских концлагерей прослеживалась до победы советской власти, в то же время о деятельности концлагерей после установления советской власти умалчивалось. В период Второй мировой войны в Уфе действовали лагеря для военнопленных № 236 и № 319 НКВД-МВД СССР, ликвидированные в 1948 году.